# Heilige-Familiekerk (Deurne)

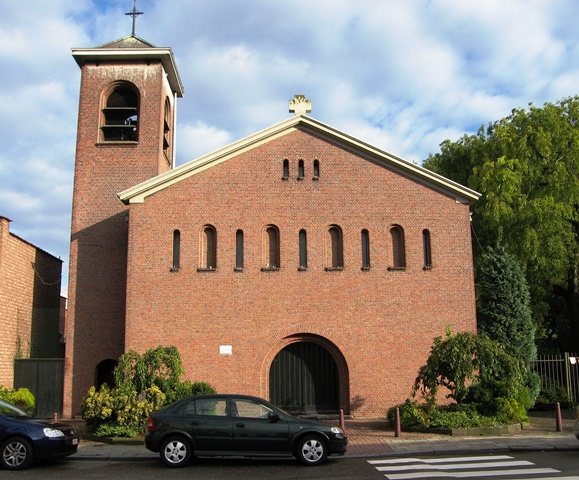
Heilige-Familiekerk

De Heilige-Familiekerk is een kerkgebouw in de tot de gemeente Antwerpen behorende plaats Deurne, gelegen aan de Van Dornestraat.

## Geschiedenis
De parochie werd in 1932-1933 opgericht als kapelanie van de Onze-Lieve-Vrouw van Atijddurende Bijstandparochie, voor de wijk Kronenburg. Deze wijk werd vooral bewoond door arbeiders die in de haven en langs het Albertkanaal werkzaam waren. In 1936 werd de kapelanie tot zelfstandige parochie verheven. Kerkdiensten vonden plaats in een zaal van een scholengebouw, en in 1948 werd een eigen kerkgebouw betrokken, naar ontwerp van Albert van Loon.
Het betrof weliswaar een voorlopig kerkgebouw, maar de plannen voor een definitief, groter, kerkgebouw werden nooit uitgevoerd. In 1968 splitste de Blijde Boodschapparochie zich van de Heilige-Familieparochie af.

## Gebouw
Het betreft een bakstenen zaalkerk onder zadeldak met naastgebouwde klokkentoren, het geheel in historiserende stijl, met vroegchristelijke en romaanse motieven.

## Interieur
Het interieur is sober maar omvat toch een aantal kunstwerken waaronder het hoofdaltaar en een 60-tal glas-in-loodramen.